# Margarete Heymann
Margarete Heymann, eigentlich Margaretha, verwitwete Loebenstein, verheiratete Marks (geboren am 10. August 1899 in Köln; gestorben am 11. November 1990 in London) war eine deutsche Keramikerin und Bauhausschülerin jüdischer Abstammung, die in den 1920er Jahren durch ihre schlichte moderne, avantgardistische Gebrauchskeramik international bekannt wurde. Sie gründete 1923 mit ihrem ersten Ehemann Gustav Loebenstein in Marwitz (Brandenburg) die Haël-Werkstätten für Künstlerische Keramik, die sie 1933 aufgrund wirtschaftlicher Schwierigkeiten schließen und infolge zunehmender politischer Ausgrenzung und Denunziation nach der Machtergreifung der Nationalsozialisten Ende April 1934 an Heinrich Schild unter Wert verkaufen musste. Margarete Heymann-Loebenstein emigrierte im Dezember 1936 nach England und arbeitete zunächst in der Keramikfabrik Milton. 1938 gründete sie gemeinsam mit ihrem zweiten Ehemann Harold Marks die Firma Greta-Pottery. Kriegsbedingt konnte die Firma nicht mehr an die Erfolge der späten 1920er Jahre anknüpfen. Nach dem Zweiten Weltkrieg widmete sich Greta Marks zunehmend der Malerei.

## Leben und Werk

### Ausbildung und Lehrjahre
Margarete Heymann wuchs als eines von drei Kindern von Emma und Max Heymann in Köln auf. Der Vater war Mitinhaber der Firma Schneiderbedarfsgroßhandlung Betzinger & Heymann, mütterlicherseits war sie verwandt mit Heinrich Heine. Ihre Cousine Marianne Ahlfeld-Heymann wurde als Holzbildhauerin, Kostümdesignerin, Bühnenbildnerin, Maskenschnitzerin und Marionettenbauerin bekannt.
Die künstlerische Begabung Margarete Heymanns fiel früh auf. Sie studierte zwischen 1916 und 1918/19 Malerei an der Kunstgewerbeschule Köln (spätere Kölner Werkschulen) und anschließend ein Jahr der Kunstakademie Düsseldorf. Darüber hinaus absolvierte sie in Köln kunsthistorische Kurse am Museum für Ostasiatische Kunst. Nach zwei Absagen erhielt Heymann im November 1920 einen Studienplatz am Bauhaus Weimar und absolvierte den obligatorischen Vorkurs bei Johannes Itten. Im März 1921 wurde ihr von Walter Gropius mitgeteilt, dass eine Aufnahme von Frauen in die Töpferei-Werkstätte nicht möglich sei. Nach ihrem Protest erhielt sie im April 1921 die Zulassung für ein Probesemester bei Gerhard Marcks in der Keramischen Werkstatt am Bauhaus in Dornburg/Saale. Während ihrer Zeit am Bauhaus besuchte sie Kurse bei Paul Klee, Georg Muche und Gertrud Grunow. Sie verließ das Bauhaus im Streit am 2. November 1921. Ungeklärt sind die Gründe für ihren Weggang: zum einen wurde sie vom Meisterrat mehrfach hingehalten, ob sie endgültig in die Keramikklasse aufgenommen werden sollte, zum anderen sind Auseinandersetzungen mit Gerhard Marcks und Walter Gropius überliefert. Max Krehan und Gerhard Marcks hielten sie im Oktober 1921 für „begabt, aber nicht für die Werkstatt geeignet.“ Aus der Zeit am Bauhaus ist lediglich das Töpferzeichen von Grete Heymann bekannt. Im März 1922 wurde sie endgültig aus der Liste der eingeschriebenen Studenten des Bauhauses gestrichen.
Ende 1921 arbeitete sie in einer Keramikwerkstatt in Frechen und leitete einen Töpferkurs für Kinder an der Kunstgewerbeschule Köln. 1922 nahm sie eine Anstellung als künstlerische Mitarbeiterin in den Steingutfabriken Velten-Vordamm unter der Leitung von Hermann Harkort an.

### Haël-Werkstätten für künstlerische Keramik

#### Aufbaujahre
Am 4. August 1923 heiratete sie den promovierten Kaufmann Gustav Loebenstein und gründete im gleichen Jahr zusammen mit ihm und dessen Bruder Daniel Loebenstein die Haël-Werkstätten für Künstlerische Keramik in Marwitz (Brandenburg) nördlich von Berlin. Sie pachteten zunächst das Gelände und die Anlagen der ehemaligen Kachelofenfabrik in Nachfolge der eingegangenen Gartenkeramik Petry. Margarete Heymann übte die künstlerische Leitung der Werkstätten aus.
Der Firmenname Haël setzte sich aus den Familiennamen der Inhaber (H–L) zusammen. Die Haël-Werkstätten wurden 1925 Mitglied im Deutschen Werkbund. In den Werkstätten ließen auch andere Künstler, wie Ewald Mataré ihre Entwürfe ausführen. Margarete Heymann-Loebenstein präsentierte im Juli und September 1925 ihre Entwürfe in der avantgardistischen Sturm-Galerie in Berlin. Im Jahr 1926 kauften die Pächter die Firma.
Das Programm der Werkstätten zeichnete sich durch eine große Formen- und Stilvielfalt mit einem Schwerpunkt auf avantgardistischen Entwürfen aus und reichte von schlichten Liniendekoren bis zu abstrakten und asymmetrischen Kompositionen. Als besonders charakteristisch für das Werk von Margarete Heymann-Loebenstein galten die Matt- und Lüsterglasuren mit intensiver Farbgebung und der Einfluss ostasiatischer Formgebung. Sie entwarf hochwertige Gebrauchskeramik, wie Kaffee-, Mokka- und Teeservices, Vasen, Schalen, Teller und Rauchersets. Heymann-Loebenstein brachte häufig gedoppelte Scheibengriffe an Tassen und Kannen an. Ihre Entwürfe wurden zum Teil auch in anderen Materialien, wie Silber, Alpacca, Elfenbein, Ebenholz und Kunststoff ausgeführt.
Der mittelständische Betrieb expandierte und wurde im In- und Ausland für seine künstlerisch hochwertigen Produkte bekannt und exportierte bis Anfang der 1930er-Jahre nach Großbritannien, Belgien, Frankreich und in die Schweiz. Insbesondere ausgefallene, geometrische Formen im Art-déco-Stil gingen als Luxusprodukte nach Australien, Südamerika und in die USA. Der Betrieb beschäftigte 1927 insgesamt 62 Mitarbeiter. In diesem Jahre wurde ein neues Wohn- und Bürogebäude neben den Werkstätten errichtet.

#### Weltwirtschaftskrise
Auf dem Weg zur Leipziger Herbstmesse verunglückten Gustav und Daniel Loebenstein am 24. August 1928. Grete Heymann-Loebenstein, inzwischen Mutter von zwei kleinen Kindern, Michael (geb. 1924) und Stephan (geb. 1927), führte den Betrieb nach dem Unfalltod von Ehemann und Schwager alleine weiter. Sie stellte die Produkte der Werkstätten auf zahlreichen Messen, unter anderem 1929 auf der Breslauer Werkbund-Ausstellung Wohnung und Werkraum sowie seit 1924 auf der Leipziger Grassi-Messe vor. 

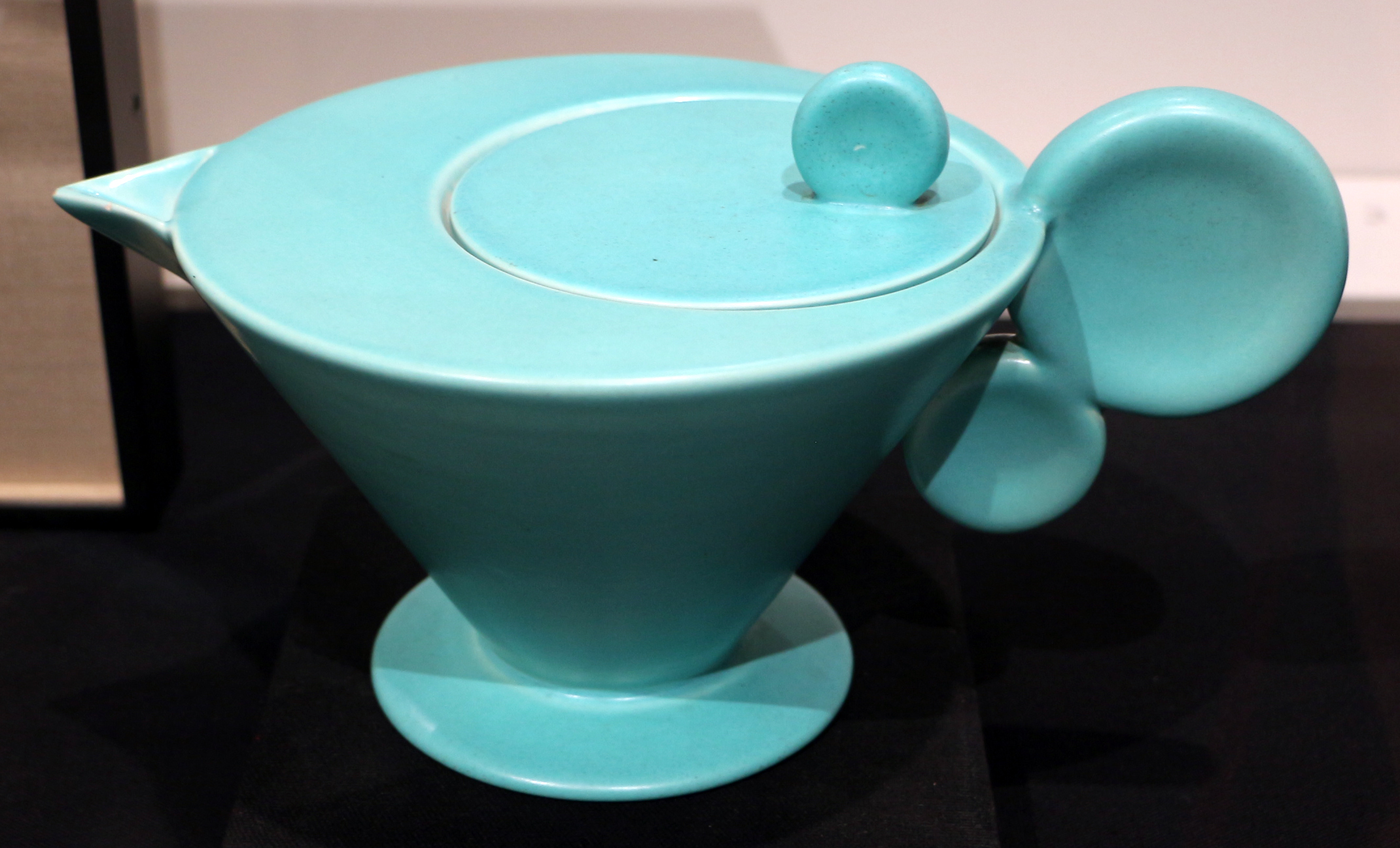
Teekanne mit Scheibengriffen, um 1930

 1930 florierte das Unternehmen und 90 Mitarbeitern arbeiteten in den Werkstätten. Im gleichen Jahr konnte noch ein neuer Brennofen in Betrieb genommen werden. Infolge der Weltwirtschaftskrise hatten die Haël-Werkstätten wie die gesamte Porzellan- und Keramikindustrie allerdings starke Umsatzeinbußen und Verluste zu verbuchen, wie die erhaltenen Firmen-Bilanzen der Jahre 1927/28–1932 belegen. Der Haël-Jahresumsatz aus Warenverkäufen fiel von 696.950 RM im Jahr 1928 auf 112.095 RM im Jahr 1932; der Bilanzgewinn belief sich 1928 auf 38.717 RM, 1930 war die Bilanz noch ausgeglichen, 1931 schlug ein Verlust von 24.177 RM, 1932 von 22.283 RM zu Buche. Während die benachbarten Steingutfabriken Velten-Vordamm 1931 Insolvenz anmelden mussten, führte Margarete Heymann-Loebenstein die Geschäfte weiter. Anfang 1932 mussten die Haël-Werkstätten ihre Preise um 15 % senken und das Sortiment wurde verschlankt und auf Gebrauchskeramik umgestellt. Ein komplettes Service Norma wurde vorgestellt. Im Herbst 1932 waren Haël-Werkstätten letztmals auf der Leipziger Messe vertreten. Ende 1932 sah sich Margarete Heymann-Loebenstein gezwungen, aus Kostengründen auch den Geschäftsführer zu entlassen, der seit dem Unfalltod von Gustav Loebenstein im Unternehmen tätig war.

#### Schließung und erzwungener Verkauf
Am 6. März 1933 verstarb ihr jüngster Sohn Stephan nach einem häuslichen Unfall. Sie wurde beschuldigt, die Aufsichtspflicht verletzt zu haben und wurde kurzzeitig inhaftiert. Unmittelbar nach der Machtergreifung der Nationalsozialisten verschlechterten sich die politischen und wirtschaftlichen Rahmenbedingungen für Margarete Heymann-Loebenstein zur Weiterführung ihres Unternehmens.
Am 1. Juli 1933 legte Margarete Heymann-Loebenstein den Betrieb still und setzte den Berliner Wirtschaftsprüfer Max Silberberg als Liquidator ein. Mitte Juli wurde sie von zwei ehemaligen Arbeitern angezeigt und einer „staatsfeindlichen Gesinnung“ sowie „schlechter, teilweise geradezu menschenunwürdige Behandlung“ bezichtigt. Um ihrer Inhaftierung zu entgehen, flüchtete sie mit ihrem Sohn nach Bornholm. Am 1. August 1933 wurde vom Landrat in Nauen veranlasst, das Warenlager der Haël-Werkstätten zu beschlagnahmen. Im September 1933 meldet der ehemalige Direktor des Vordammer Werks der Steingutfabriken Velten-Vordamm, Adolf Kruckau, Interesse an Übernahme bzw. an einer Beteiligung an dem Unternehmen an. Doch dann brach Margarete Heymann-Loebenstein die Verhandlungen ab und versuchte im Oktober 1933 persönlich in Jerusalem den Neubeginn.
Von der Kölner Keramikerin Nora Herz, die mit Margarete Heymanns Bruder Fritz befreundet war, hatte Bollhagen von der Stilllegung des Werkes in Marwitz erfahren. Am 18. Januar 1934 wurde die Liquidation der Haël-Werkstätten beantragt. Die jüdische Herkunft von Margarete Heymann-Loebenstein war neben der wirtschaftlich schwierigen Situation Anfang der 1930er Jahre der entscheidende Grund dafür, dass der funktionsfähige Betrieb geschlossen werden musste und nicht wieder von ihr geöffnet werden konnte. Sie war gezwungen, den Betrieb unter Wert zu verkaufen, um wenigstens noch einen Teil des Unternehmenswerts zu realisieren. Max Silberberg wollte jetzt eine Kaufsumme von 60.000 RM erzielen. Am 26. April 1934 wurde der Kaufvertrag zwischen dem Generalsekretär des Reichsstandes des deutschen Handwerks Heinrich Schild, der im April 1933 gemeinsam mit Karl Zeleny die Richtlinien für die Gleichschaltung der Innungen des deutschen Handwerks herausgab, und Margarete Heymann-Loebenstein abgeschlossen. Schild erwarb die Grundstücke der Haël-Werkstätten mit den Gebäuden, die Betriebsmittel und das Warenlager für einen Kaufpreis von 45.000 RM. Ein gesonderter Vertrag wurde über die Verwertung des erfolgreichen Geschirrservices Norma abgeschlossen. Schild übernahm die Geschäftsführung unentgeltlich und setzte Hedwig Bollhagen als angestellte künstlerische Leiterin der dann am 1. Mai 1934 gegründeten HB-Werkstätten für Keramik ein.
Hedwig Bollhagen begann im Mai 1934 zusammen mit Arbeitern der ehemaligen Haël-Werkstätten und mit einer Reihe von teils seit längerer Zeit arbeitslos gewordenen Mitarbeitern der Steingutfabriken Velten-Vordamm mit der Produktion, später kamen als freie Mitarbeiter Werner Burri, Carl (Charles) Crodel und Nora Herz hinzu, auch Theodor Bogler ließ Formen und Dekore ausführen. Neben eigenen Form- und Dekorentwürfen Hedwig Bollhagens sowie Dekorentwürfen aus Velten von Charlotte Hartmann geschah dies zunächst unter wesentlicher Verwendung der Entwürfe von Heymann-Loebenstein von bis zu 50 % der Produktpalette – meist Vasen, Schalen und Dosen –, die bereits 1934 auf der Leipziger Herbstmesse präsentiert werden konnten; von den Geschirrformen wurde 1934/35 lediglich das bekannte Service „Norma“ in den HB-Werkstätten produziert. Hierauf wurde in der ersten Einladungs-Karte die neuen HB-Werkstätten zur Herbstmesse 1934 im Grassi-Museum in Leipzig für Keramik explizit hingewiesen: „Wir bringen die bewährten Muster der von uns übernommenen Hael-Werkstätten und eine große, preiswerte Kollektion neuer Formen und aparter Dekorationen“. Die Formentwürfe Margarete Heymanns wurden von Hedwig Bollhagen hierbei entweder schlicht glasiert oder mit eigenen Dekoren versehen. Innerhalb weniger Jahre wurden die allermeisten Entwürfe Margarete Heymanns wie das Service „Norma“ jedoch aus dem Produktionsprogramm genommen, ihr Anteil am Gesamtproduktionsprogramm der HB-Werkstätten wurde zunehmend marginal. Nur vereinzelte Formentwürfe Margarete Heymanns wurden länger hergestellt – der Krug Form-Nr. 173 (noch bis um 1940 bzw. wohl um 1950–1955), einige einfache Schalen bis in die 1960er Jahre –, was auch eigenen Angaben Hedwig Bollhagens entspricht.
In einem am 22. Mai 1935 in der NS-Zeitschrift Der Angriff erschienenen Artikel wurden die Keramikentwürfe Margarete Heymann-Loebensteins in einem Vergleich mit den Arbeiten Hedwig Bollhagens als entartet und minderwertig bezeichnet.
Nach dem Verkauf des Unternehmens suchte Margarete Heymann-Loebenstein nach verschiedenen Möglichkeiten, um aus Deutschland zu emigrieren. Ausstellen und arbeiten konnte sie in dieser Zeit nur noch sehr selten. In ihrer Wohnung in der Hertstraße 23 eröffnete sie eine Kinderkunstschule. Ende 1935 stellte sie im Jüdischen Kulturverein letztmals in Berlin Gemälde aus. Im Herbst 1936 bekam sie durch die Vermittlung von Sir Ambroise Heal die Möglichkeit, nach Großbritannien auszuwandern. An das Finanzamt Wilmersdorf-Süd musste sie dazu am 2. September 1936 die so genannte „Reichsfluchtsteuer“ entrichten.

### England und Greta-Pottery
Grete Heymann-Loebenstein emigrierte am 30. Dezember 1936 über Amsterdam nach Großbritannien. In London versuchte sie mit Hilfe von ehemaligen Geschäftspartnern, u. a. Harry Trethowan, dem Leiter der Keramikabteilung des Kaufhauses Hael & Sons, beruflich wieder Fuß zu fassen. Durch seine Vermittlung erhielt sie im Sommer 1937 im britischen Keramikzentrum Stoke-on-Trent eine Anstellung in der Burslem School of Art einen Lehrvertrag für Keramikdesign. Sie hatte dort bereits im Februar 1937 Bilder und Keramiken ausgestellt. Der Lehrvertrag und eine Anstellung in der Minton-Factory bildeten die Basis für eine halbjährliche Aufenthaltsgenehmigung. 1937/38 erweiterten sich ihre Verdienstmöglichkeiten durch selbstständige Designarbeiten für renommierte Unternehmen wie Ridgway of Shelton oder E. Brain’s & Co, Foley China. Sie präsentierte ihre Keramiken in der Londoner Brygos-Gallery sowie 1938 ein Landschaftsaquarell bei Twentieth German Century Art, einer vielbeachteten Ausstellung von Exilkünstlern.
Sie errang erneut hohes Ansehen mit ihren Keramikprodukten, die unter dem Begriff Greta-Pottery bekannt wurden. Diese eigene Firma hatte sie Ende 1938 mit ihrem zweiten Ehemann Harold Marks aufgebaut. Jedoch gelang es ihr nicht mehr, an ihren Erfolg aus Deutschland anzuknüpfen. Erschwerend kam hinzu, dass auch in Großbritannien der gesamte wirtschaftliche und technische Bereich in der Keramikproduktion Männern zugesprochen wurde und Frauen ausschließlich dekorierende oder als ungelernte Hilfskräfte assistierende Arbeiten ausführen durften. Als Reaktion bot sie Schulungen für Dekorationsmalerinnen an und übernahm den Verkauf selbst. Dieses Verhalten wird in der provinziellen und traditionsgebundenen Umgebung von Stoke-on-Trent auf Widerstände gestoßen sein.
Während der Kriegsjahre hielt sie sich in einem Dorf in Derbyshire auf, wo sie malte und ihre 1941 geborene Tochter Frances aufzog. Nach dem Krieg baute sie 1945 in London eine Keramikwerkstatt für keramische Wandbilder und studio pottery auf und gab Kurse an einer Malklasse an der Camberwell School of Arts & Crafts. Öffentliche Anerkennung bekam sie für die mit dem ebenfalls nach England emigrierten Architekten Bernhard Engel durchgeführte Auftragsarbeit.
Greta Marks stellte ihre Kunstwerke regelmäßig in Großbritannien aus, unter anderem 1978 und 1984 an der Cardiff University. Sie produzierte seltener auch Silberwaren und fertigte 1960 und 1966 zwei große Wandgemälde für die Eingangshalle von Bürogebäuden in Bradford an.
Ab 1961 war sie in der Bundesrepublik Deutschland als „Opfer der nationalsozialistischen Verfolgung“ anerkannt und erhielt 1985 eine Entschädigung für den unter Wert verkauften Betrieb. 1990 starb Margarete Heymann-Loebenstein in London. Erst nach ihrem Tod wurde sie am Bauhaus als modernistische Keramikerin gewürdigt in Zusammenhang mit beginnendem Interesse an emigrierten Künstlern.
Ein großer Teil des Nachlasses der Künstlerin befindet sich im Jüdischen Museum in Berlin.

## Ehrungen und Gedenken

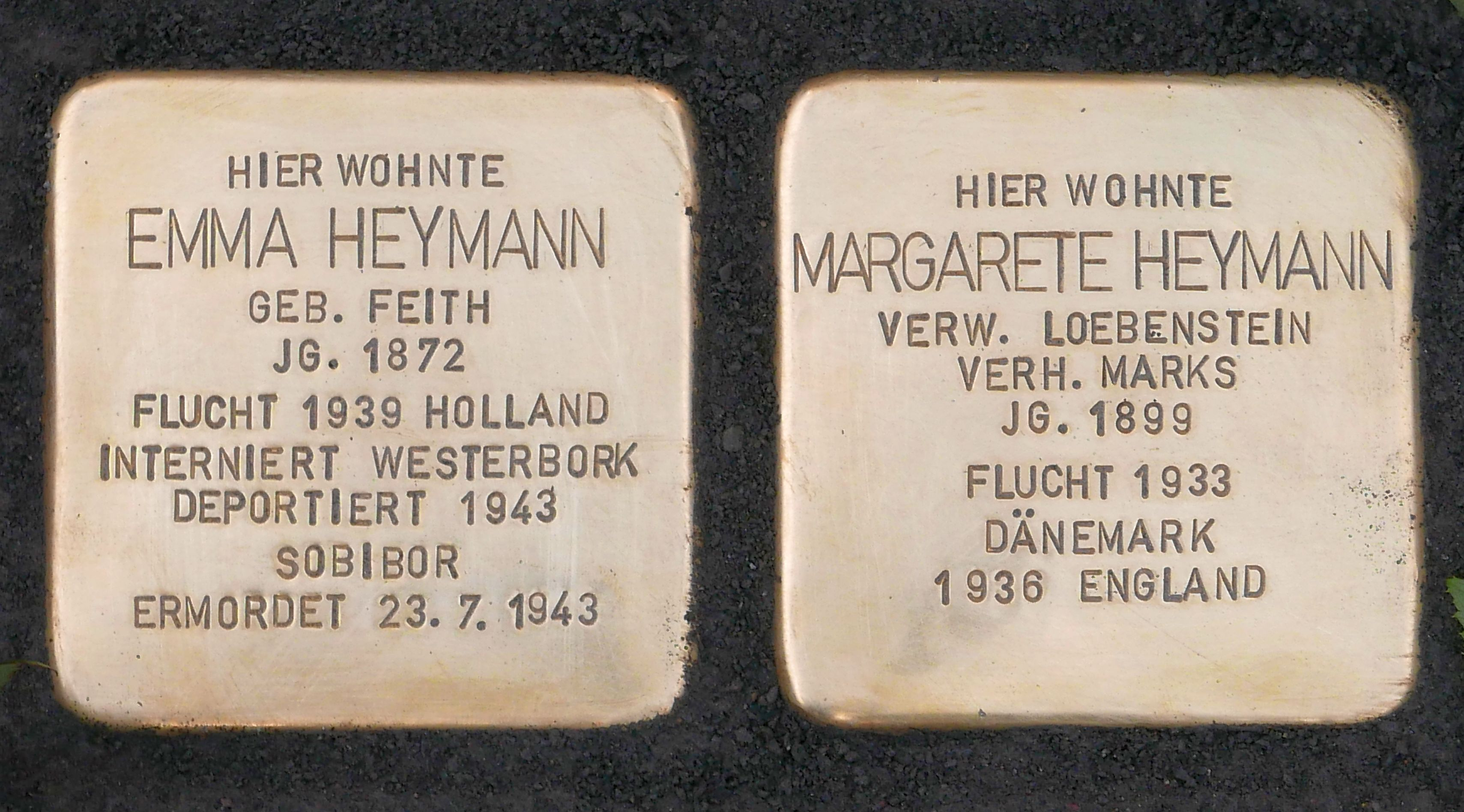
Stolpersteine für Emma und Margarete Heymann, Köln-Lindenthal, Kinkelstraße 9

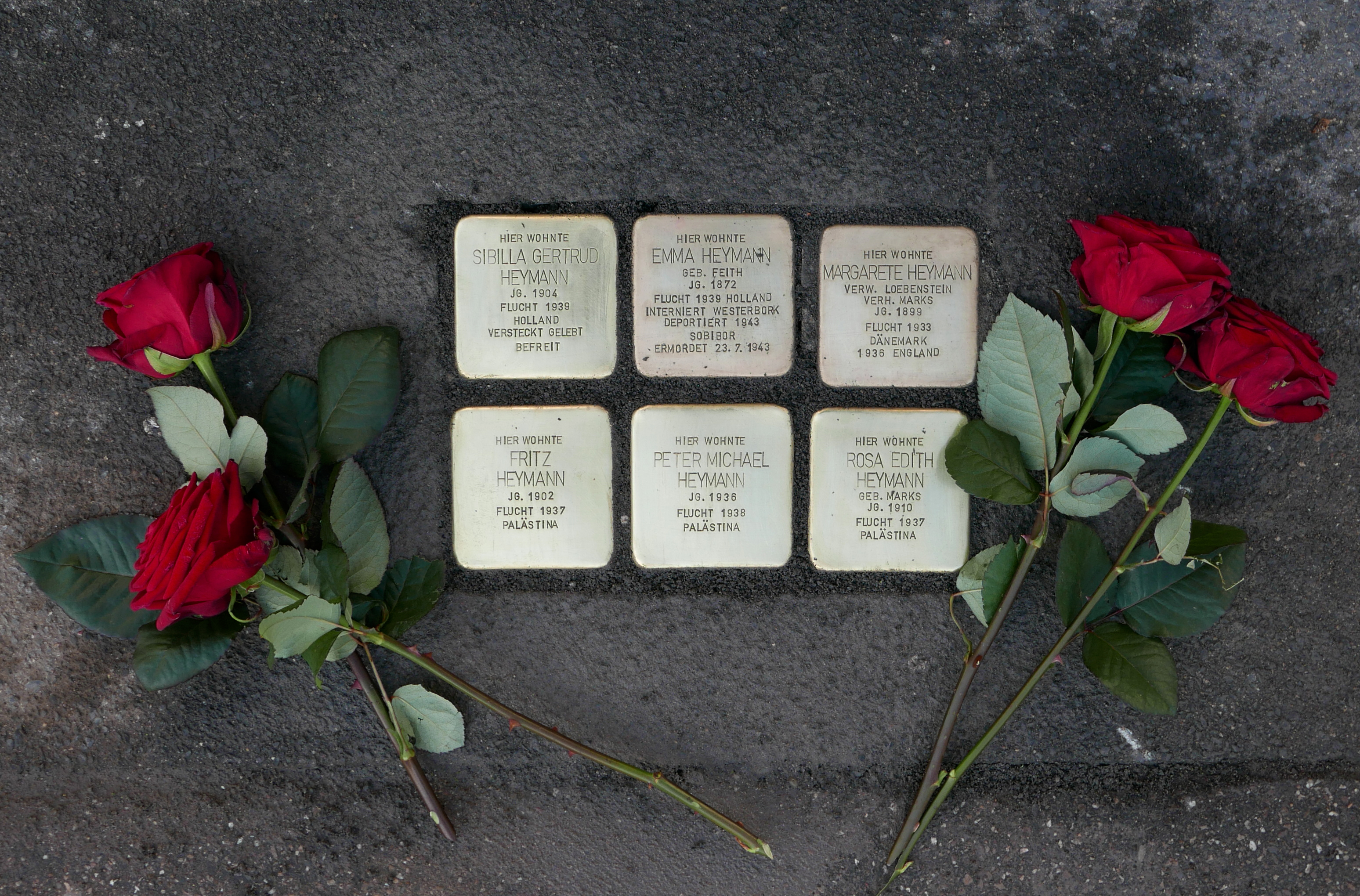
Stolpersteine für die Familie Heymann, 19. März 2019

Am 11. September 2018 wurden im Beisein der Tochter von Margarete Heymann, der britischen Kinderpsychologin Frances Marks, vor dem ehemaligen Wohnhaus der Familie Heymann in Köln-Lindenthal Stolpersteine für Margarete Heymann und ihre Mutter Emma Heymann verlegt, die im Juli 1943 im Vernichtungslager Sobibor ermordet wurde.
Am 19. März 2019 erfolgte an gleicher Stelle die Verlegung der Stolpersteine für weitere Familienangehörige: Fritz Heymann (geb. 1902), Sibilla Gertrud Heymann (geb. 1904), Rosa Edith Heymann (geb. 1910) und Peter Michael Heymann (geb. 1936).

## Druckgrafik (Auswahl)
- Dr. Barnett Stross, Abgeordneter (Lithografie, 42,5 × 31 cm, 1936; Ben Uri Galerie und Museum London)[36]

## Ausstellungen und Rezeption
Die avantgardistischen Entwürfe von Margarete Heymann-Loebenstein aus den 1920er und 1930er Jahren zählen heute zu gesuchten Objekten auf Kunstauktionen. Einzelne Entwürfe von Teeservices erzielten bei Auktionen, unter anderem bei Sotheby’s Preise von mehreren tausend bis 25.000 Euro.
Nach ihrem Tod wurden die Arbeiten der Künstlerin in verschiedenen Sonderausstellungen gewürdigt, unter anderem 1992 in der Londoner Crafts Council Gallery (Influential Europeans in British Craft and Design), im Ofen- und Keramikmuseum Velten, im Milwaukee Art Museum (2012), im Keramik-Museum Berlin (2012) oder im Bröhan-Museum (2013).
Zahlreiche Museen besitzen in ihren Sammlungen Entwürfe von Margarete Heymann-Loebenstein, unter anderem das Bröhan-Museum, das Museum für Angewandte Kunst Köln, das Grassi-Museum, das Jüdische Museum in Berlin, das Kunstgewerbemuseum in Berlin, das British Museum in London, das Milwaukee Art Museum, das Cooper Hewitt Smithsonian Design Museum oder die Ceramic Gallery Aberystwyth, die 2006 zahlreiche Stücke von Frances Marks, erhalten hat.
Am 11. Juni 2016 wurde in der Sendung Kunst und Krempel des Bayerischen Rundfunks eine Gebäckschale von Margarete Heymann-Loebenstein vorgestellt.
Im Rahmen des NRW-Verbundprojektes 100 jahre bauhaus im westen zeigte das Museum für Angewandte Kunst Köln 2019 die Retrospektive 2 von 14. Zwei Kölnerinnen am Bauhaus mit Arbeiten von Margarete und Marianne Heymann. In Erfurt würdigte das Angermuseum in den Monaten März bis Juni 2019 das Wirken von Margarete Heymann in der Ausstellung 4 „Bauhausmädels“.